# Normand Renaud
Normand Renaud, né en 1956 à Sault-Sainte-Marie en Ontario, est un animateur de radio et un auteur franco-ontarien.

## Biographie
Normand Renaud détient une maîtrise en littérature de l’Université Laval et un B.A. de l’Université Laurentienne. Il est membre du groupe musical les Cokrels et on l’a vu en scène dans des pièces communautaires du Théâtre du Nouvel-Ontario. Il a aussi rédigé des sketchs humoristiques Sur la route avec Météo+ diffusés par TFO.
Il a été professeur auxiliaire au département de français de l’Université Laurentienne, auxiliaire de recherche pour OISE/IEPO et éditeur adjoint à la maison d’édition Prise de parole.
On estime chez ce communicateur polyvalent ses capacités d’analyse et de synthèse, sa rédaction adroite et sa connaissance du milieu franco-ontarien[non neutre].

### À la radio
Pendant dix ans, il a été animateur et chroniqueur à CBON, à la Première Chaîne de la Société Radio-Canada, où il a fait de nombreuses tournées des communautés nord-ontariennes. Sa série radiophonique Le Salut de l’arrière-pays a gagné le prix de la meilleure émission régionale du pays en 2003-2004.

### Comme auteur
En 2002, à la sortie de son premier livre De face et de billet aux éditions Prise de parole dont il était le porte-paroles dans les années 1990, il regroupe différents billets radiophoniques notamment sur l'actualité et le milieu franco-ontarien. Ces commentaires sont recueillis entre 1995 et 2000. Il exprime manifestement son « sentiment d'abandon ressenti par les Franco-Ontariens » de la part de la presse nationale et du gouvernement canadien.
Il sortira pas la suite Bozo l’orignal vampire, un roman pour enfants qui a été adapté pour le théâtre de marionnettes par le Salon du livre du Grand Sudbury et présenté en tournée scolaire.
Flagabou l’enfantôme et la bombe à bonbons, est paru en 2009 ; c’est le deuxième roman d’une série de quatre intitulée Drôle d’épouvante.
En 2010, divers textes en hommage à de petites communautés nord-ontariennes sont réunis dans son quatrième roman, Le Salut de l'arrière-pays. Les huit municipalités de Gogama, Verner, Chapleau, Earlton, Iroquois Falls, Spanish (en), Sturgeon Falls et Fauquier, sources de cet ouvrage, ont toutes eu droit à une lecture publique à l'occasion du 25e anniversaire de la station CBON.

## Œuvres
- 2010 - Le Salut de l'arrière-pays, Sudbury, Éditions Prise de parole. 301 p.
- 2009 - Flagabou l’enfantôme et la bombe à bonbons, roman jeunesse, Sudbury, à compte d’auteur.
- 2008 - Bozo l’orignal vampire, roman jeunesse, Sudbury, à compte d’auteur.
- 2002 - De face et de billet, Sudbury, Éditions Prise de parole. 254 p.